# Cratocryptus furcator
Cratocryptus furcator là một loài tò vò trong họ Ichneumonidae.